# 罗城近溪蟹
罗城近溪蟹（学名：Potamiscus loshingense）为溪蟹科近溪蟹属的动物。在中国大陆，分布于广西、四川等地，常栖息于山区溪流石块下。其生存的海拔范围为500至1000米。